# طاق حسين كلاه دليلي (حسينية انديمشك)
طاق حسین کلاه دلیلي (بالفارسية: طاق‌حسین‌کلاه دلیلی) هي قرية تقع في إيران في قسم حسینیة الريفي.